# Nipponopsalis abei
Espèce
Synonymes
- Ischyropsalis abei Sato & Suzuki, 1939

Nipponopsalis abei est une espèce d'opilions dyspnois de la famille des Nipponopsalididae.

## Distribution
Cette espèce est endémique du Japon. Elle se rencontre sur Honshū, Shikoku, Kyūshū et l'archipel Nansei.

## Description
La femelle holotype mesure 3,6 mm.
Les mâles mesurent de 2,4 à 2,8 mm et les femelles de 2,9 à 3,6 mm.

## Liste des sous-espèces
Selon World Catalogue of Opiliones (4 avril 2023) :
- Nipponopsalis abei abei (Sato & Suzuki (d), 1939)
- Nipponopsalis abei longipes Suzuki (d), 1973 de l'archipel Nansei

## Systématique et taxinomie
Cette espèce a été décrite en 1939 sous le protonyme Ischyropsalis yezoensis par Ikio Satō (1902-1945) et Seisho Suzuki (d) (1914-2011). Elle est placée dans le genre Nipponopsalis par Jochen Martens (d) (1941-) et Seisho Suzuki en 1966.

## Étymologie
Cette espèce est nommée en l'honneur du zoologiste japonais Yoshio Abe (1891-1960).

## Publications originales
- (de) Sato & Suzuki, 1939 : « Eine merkwürdige Ischyropsaliden-Art aus Japan », Zoologischer Anzeiger, vol. 126, p. 29–32.
- (en) Suzuki, 1973 : « Opiliones from the South-west Islands, Japan », Journal of Science of the Hiroshima University, Series B, Division 1 (Zoology), vol. 24, p. 205–279.